# Owen Hargreaves
Owen Lee Hargreaves (Calgary, Canadá, 20 de enero de 1981) es un exfutbolista canadiense nacionalizado inglés.
De madre galesa y padre inglés, Hargreaves jugó en 1998 tres partidos con la selección sub-19 de Gales. En 2000, cambió de asociación, pasando a ser elegible con Inglaterra. Representó ese año a la selección sub-21 y debutó con la selección absoluta el 15 de agosto de 2001. Fue internacional por última vez el 28 de mayo de 2008.

## Biografía

### Primeros pasos
Owen es el más joven de tres hermanos, hijo de Margaret y Colin Hargreaves, que emigraron a Canadá desde Gran Bretaña a principios de los años 1980. Owen es el único miembro de su familia que ha nacido en Canadá ya que su hermano Darren nació en Gales y su otro hermano, Neil, lo hizo en Inglaterra.
Owen jugó por primera vez al fútbol a los cinco años. Su primer equipo era conocido como "Peanuts". Él heredó parte de su talento a la hora de jugar de su padre que jugó para el Bolton Wanderers y el Wigan Athletic en la Liga Inglesa.
Más adelante se hizo con un puesto de titular en el equipo sub-12 "Cedar Ridge Jacks" que entrenaba un amigo de su padre. A nivel sub-14 este equipo se fusionó con otro equipo llamado Calgary Foothills FC cuyo entrenador era Burt Kaiser, una vez internacional por Canadá. Cuando Thomas Niendorf, que ayudaba en algunas ocasiones a Kaiser, recibió la visita de Harald Hoppe este último se fijó en Owen y se puso en contacto con el FC Bayern Múnich, del que había sido entrenador júnior. Tras una prueba en octubre de 1996, Owen se unió al equipo júnior del Bayern en julio de 1997.

### Bayern Múnich
El 12 de agosto del 2000 fue el debut de Owen en la Bundesliga. Entró como sustituto de Carsten Jancker en el minuto 83, en el partido contra el Hertha BSC Berlin. Su primer partido como titular sería en el disputado contra el SpVgg Unterhaching el 16 de septiembre de ese mismo año.
Esa misma temporada fue un triunfo tanto para Owen como para el Bayern, ya que el equipo no solo ganó la Bundesliga sino también la final de la UEFA Champions League o Liga de Campeones. Sus actuaciones en esta competición, en partidos como en las semifinales contra el Real Madrid o la final contra el Valencia CF, le pusieron en el punto de mira internacional.
A partir de la temporada siguiente, la 2001/2002, Hargreaves se convirtió en titular asiduo del primer equipo donde a lo largo de los años ha seguido acumulando títulos.
Tras casi 10 años en el Bayern Múnich, en el verano de 2007 recaló en las filas del Manchester United, que pago 25 millones de euros para que el jugador pasase a formar parte de su disciplina.

### Manchester United
Hargreaves llegó al Manchester United para la segunda parte de la temporada 2006/2007, convirtiéndose en uno de los jugadores valiosos de Alex Ferguson y marcando solo dos goles para el equipo.
Lamentablemente, solo jugó 37 partidos desde su debut en el Manchester United debido a severas lesiones en sus rodillas. Fue operado cuatro veces en las rodillas y el 25 de marzo de 2010 realizó su primera práctica con el resto del equipo luego de un año. Su primer partido en el primer equipo tras su operación fue en el último minuto de la victoria de su equipo contra el Sunderland el 2 de junio de 2010.
El día 6 de noviembre, Alex Ferguson sorprende en su nómina frente al Wolverhampton. Solo que a los 6 minutos de juego salió resentido de la parte posterior de la rodilla derecha, siendo sustituido por Bèbè.

### Manchester City
Tras recibir la carta de libertad del Manchester United y estar varias semanas sin equipo, fue fichado por el Manchester City. Militó en dicho club la campaña 2012 y fue campeón de la Premier League.

## Selección nacional
Ha sido internacional con la Selección de fútbol de Inglaterra en 42 ocasiones y ha marcado un gol.
Fue nombrado como el mejor jugador inglés en el año 2007 debido a su excepcional actuación en la Copa Mundial de la FIFA Alemania 2006.

### Participaciones en Copas del Mundo
| Mundial                        | Sede                  | Resultado        |
| ------------------------------ | --------------------- | ---------------- |
| Copa Mundial de Fútbol de 2002 | Corea del Sur y Japón | Cuartos de final |
| Copa Mundial de Fútbol de 2006 | Alemania              | Cuartos de final |

### Participaciones en Eurocopas
| Eurocopa      | Sede     | Resultado        |
| ------------- | -------- | ---------------- |
| Eurocopa 2004 | Portugal | Cuartos de final |

## Clubes
| Manchester United | Inglaterra | 2000 - 2007 | 187 | 7 | 2007 - 2011 | 36 | 2 |
| Manchester City   | Inglaterra | 2011 - 2012 | 4   | 0 |             |    |   |

## Palmarés y distinciones
| Equipo(s)             | Equipo(s)               | Nacionales | Nacionales | Nacionales | Nacionales | Subtotal | Continentales | Continentales | Continentales | Continentales | Mundiales | Subtotal | Total |
| --------------------- | ----------------------- | ---------- | ---------- | ---------- | ---------- | -------- | ------------- | ------------- | ------------- | ------------- | --------- | -------- | ----- |
| Equipo(s)             | Equipo(s)               | Liga       | Copa       | Supercopa  | Otra Copa  | Subtotal | C1            | C2            | C3            | S1            | M1        | Subtotal | Total |
| Bandera de Alemania   | F. C. Bayern            |            |            | –          |            | 8        |               | –             | –             | –             |           | 2        | 10    |
| Bandera de Inglaterra | Manchester United F. C. |            | –          |            | –          | 5        |               | –             | –             | –             |           | 2        | 7     |
| Bandera de Inglaterra | Manchester City F. C.   |            | –          | –          | –          | 1        | –             | –             | –             | –             | –         | –        | 1     |
| Total                 | Total                   | 8          | 3          | 2          | 1          | 14       | 2             | –             | –             | –             | 2         | 4        | 18    |

### Distinciones individuales
| Distinción                | Año  |
| ------------------------- | ---- |
| Trofeo Bravo              | 2001 |
| Futbolista Inglés del año | 2006 |